# Aïllament reproductiu

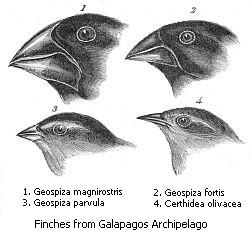
Els pinsans de Darwin són catorze espècies d'aus descobertes per Charles Darwin a les illes Galàpagos durant el seu viatge a bord de l'HMS Beagle. Aquestes espècies de pinsans han evolucionat a partir d'un sol ancestre comú adaptant-se a diferents fonts d'aliment (insectes, fruits, llavors) motiu pel qual la grandària i forma del bec s'ha anat diferenciant notòriament. Aquestes diferències es mantenen a través del temps gràcies a l'existència de mecanismes d'aïllament reproductiu: barreres geogràfiques, ecològiques i sexuals que impedeixen que els membres d'aquestes catorze espècies s'aparellin entre si i formen híbrids.

En biologia, l'aïllament reproductiu o les barreres a la hibridació són el conjunt de característiques, comportaments i processos fisiològics que impedeixen que els membres de dues espècies diferents puguin creuar o aparellar-se entre si, produir descendència o que la mateixa sigui viable o fèrtil. Aquestes barreres constitueixen una fase indispensable en la formació de noves espècies (especiació), ja que mantenen les característiques pròpies de les mateixes a través del temps pel fet que disminueixen, o directament impedeixen, el flux genètic entre els individus de diferents espècies.
S'han proposat diverses classificacions dels mecanismes d'aïllament reproductiu. El zoòleg Ernst Mayr els ha classificat en dues categories àmplies: mecanismes precopulatoris i poscopulatoris. Els primers actuen abans que es pugui produir la fecundació (és a dir, abans de l'aparellament en el cas dels animals o de la pol·linització en el cas de les plantes). Aquests mecanismes precopulatoris, també anomenats «barreres externes a la hibridació», són les separacions físiques en el temps, l'espai, ambients, nínxols ecològics específics i diferències en el comportament que impedeixen l'aparellament o la pol·linizació. Els mecanismes poscopulatoris, o «barreres internes a la hibridació», en canvi, operen a través de la manca d'harmonia entre els sistemes fisiològics, reproductius o citològics dels individus pertanyents a diferents espècies. Els diferents mecanismes d'aïllament reproductiu estan controlats genèticament i s'ha demostrat experimentalment que poden evolucionar tant en espècies amb una distribució geogràfica que se superposa (espècies simpàtriques), o bé, com a resultat de la divergència adaptativa que acompanya l'evolució al·lopàtrica d'aquestes.

## Mecanismes d'aïllament abans de l'aparellament o precopulatoris
Els mecanismes d'aïllament precopulatoris són els més econòmics des del punt de vista de l'eficàcia biològica d'una població, ja que no es "malgasten" recursos en la producció de descendència que pot ser feble, inviable o estèril.

### Aïllament estacional o d'hàbitat
Tots els factors que impedeixin la trobada d'individus potencialment aparellables aïllaran reproductivament als membres d'espècies diferents. Dos tipus de barreres garanteixen aquest tipus d'aïllament reproductiu: les diferències d'hàbitat i les diferències en l'estació de maduresa sexual o de floració.
Un exemple de diferència ecològica o d'hàbitat que impedeix la trobada de parelles potencials és el de dues espècies de peixos del gènere Gasterosteus. Una d'aquestes espècies viu tot l'any en aigua dolça, especialment en petits rierols. L'altra, en canvi, viu al mar durant l'hivern, però a la primavera i l'estiu emigra als estuaris dels rius per reproduir-se. Els membres de les dues poblacions estan aïllats reproductivament causa de les seves adaptacions a diferents concentracions salines. Un exemple d'aïllament reproductiu a causa de diferències a l'estació d'aparellament el constitueixen les espècies de gripaus Bufo americanus i Bufo fowleri. Els membres d'aquestes espècies poden ser creuats amb èxit en el laboratori, produint híbrids vigorosos i fèrtils. No obstant això, tals aparellaments no ocorren en la naturalesa tot i que les distribucions geogràfiques de les dues espècies se superposen. La causa d'aquesta absència d'aparellaments interespecífics és que B. americanus s'aparella a principis d'estiu i B. fowleri ho fa cap a finals d'aquesta estació. Algunes espècies de plantes, com ara Trades canaliculata i Trades subaspera per exemple, són simpàtriques en tota la seva distribució geogràfica i, però, es troben reproductivament aïllades entre si pel fet que floreixen en estacions diferents. A més, una d'aquestes espècies creix en zones assolellades i l'altra en zones d'ombra intensa.

### Aïllament sexual, per comportament o per conducta
Els diferents rituals de festeig en les espècies d'animals creen barreres reproductives summament potents, denominades aïllament sexual o per comportament, les quals mantenen aïllades a les espècies emparentades en la majoria dels grups del regne animal. En les espècies dioiques, els mascles i les femelles s'han de trobar, realitzar els complexos rituals de festeig i aparellament i finalment copular o bé deixar anar en l'ambient les seves gàmetes per fer possible la fecundació.
Les danses nupcials, els cants dels mascles per atraure les femelles o les carícies en la parella, són exemples de comportaments típics del seguici que permeten, alhora que conèixer-se, aïllar-se reproductivament. Això es deu al fet que cadascuna de les etapes del seguici, depèn del comportament del congènere. El mascle només passarà a una segona etapa d'exhibició si la femella mostra una determinada resposta en el seu comportament, i passarà a una tercera només quan ella realitzi un segon comportament clau. Successivament, els comportaments de tots dos es van encadenant, coordinant, sincronitzant en el temps i determinant finalment la còpula o l'alliberament dels gàmetes al medi ambient. Cap animal que no estigui fisiològicament apte per a la fertilització podrà completar aquesta exigent cadena de comportament. De fet, la més lleu diferència entre els patrons de festeig entre dues espècies és condició suficient per evitar l'aparellament. Un exemple seria el patró específic del cant actua com un mecanisme d'aïllament entre diferents espècies de llagostes del gènere Chorthippus, i en les cigales del gènere Magicicada, les quals el so del seu cant s'emet a diferents freqüències si les espècies apareixen en simpatria.
Fins i tot en el cas que les diferències morfològiques entre les dues espècies siguin mínimes, les diferències en el comportament poden ser suficients per evitar la còpula. D'aquesta manera, per exemple, la Drosophila melanogaster i la D. simulans, considerades espècies bessones per la seva gran semblança morfològica, no s'aparellaran entre si encara que es criïn i mantinguin conjuntament en el laboratori. La Drosophila ananassae i la D. pallidosa són dues espècies bessones de Melanèsia. En la naturalesa rares vegades es produeixen híbrids, tot i que en el laboratori si s'obtenen descendents fèrtils. Els estudis de comportament sexual indiquen que els mascles festegen a les femelles de les dues espècies però les femelles mostren una preferència molt acusada pels mascles de la seva pròpia espècie els quals accepten amb facilitat.
Un factor causal important en l'aïllament sexual de les espècies d'insectes són les feromones. La funció d'aquests compostos és bàsicament la de permetre la identificació dels individus de la mateixa espècie i de diferent o del mateix sexe per mitjà de l'olfacte. Quan les feromones són volàtils funcionen com un senyal químic de llarg abast. En altres casos el seu abast és reduït i s'han de percebre a curta distància o per contacte. En les espècies del grup melanogaster de Drosophila, les feromones de les femelles són mescles de diferents compostos, havent casos en què hi ha un clar dimorfisme en el tipus i/o en la quantitat de compostos presents en cada sexe. Com també hi ha diferències de quantitat i de qualitat entre espècies relacionades, se suposa que les feromones poden servir per discriminar individus d'altres espècies. Un exemple clar del paper de les feromones en l'aïllament sexual l'ofereix l'"arna del blat de moro" del gènere Ostrinia. A Europa existeixen dues espècies bessones d'aquest gènere que es creuen entre si molt rarament. Les femelles d'ambdues espècies produeixen feromones que porten un compost volàtil amb dos isòmers, E i Z. Mentre una espècie produeix en un 99% l'isòmer E, les femelles de l'altra produeixen en un 99% l'isòmer Z. Aquesta producció està controlada per un sol locus, i l'híbrid interespecífic és intermedi en la producció dels isòmers. Els mascles, per la seva banda, detecten gairebé exclusivament l'isòmer que emeten les femelles de la seva pròpia espècie, de manera que la hibridació, encara que possible, és molt infreqüent. La percepció de les feromones en els mascles d'Ostrinia està controlada per un sol gen, el qual és diferent del que controla la producció d'isòmers. Els mascles híbrids, produïts en creuar les dues espècies entre si, mostren una resposta intermèdia davant les olors d'un i altre tipus.
L'aïllament sexual entre dues espècies pot ser asimètric, és a dir, que els aparellaments que produeixen descendència només admeten que una de les dues espècies funcioni com a progenitor femení i l'altra com a masculí, mentre que l'encreuament recíproc no pot realitzar-se. Així, més de la meitat dels llops mostrejats a la regió dels Grans Llacs d'Amèrica del Nord exhibeixen seqüències d'ADN mitocondrial de coiots. No obstant això, mai es troben en les poblacions de coiots seqüències d'ADN mitocondrial de llops. Probablement això reflecteix una asimetria en els aparellaments interespecífics deguda a la diferència en grandària entre les dues espècies: els mascles de llop, aprofitant la seva major grandària, s'aparellen amb femelles de coiot, però les femelles de llop i els mascles de coiot no es creuen. [a]

### Aïllament mecànic

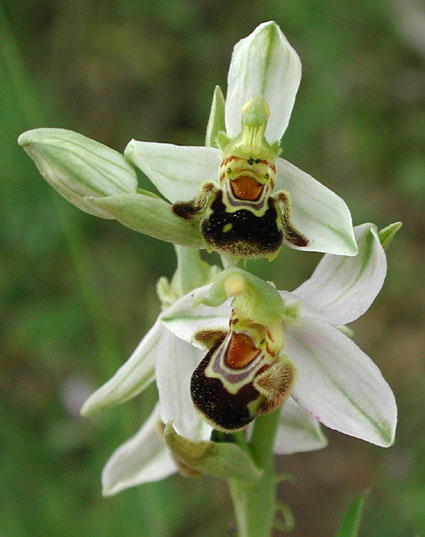
Les flors de moltes espècies d'angiospermes estan evolutivament dissenyades per atreure i recompensar a una o poques espècies polinizadores (insectes, aus, mamífers). La seva gran diversitat quant a forma, color, fragància i presència de nèctar és, en molts casos, el resultat de la coevolució amb cada espècie de pol·linitzador. La dependència amb la seva espècie pol·linitzadora actua així mateix com una barrera d'aïllament reproductiu. A la imatge s'observa una flor d'Ophrys apifera, una de les espècies d'orquídia que atreu als insectes mitjançant l'estratègia de l'engany sexual: el seu label mimetitza a les femelles del seu pol·linitzador.

Els membres d'una parella intenten l'aparellament però no es porta a terme la fecundació, ja que els genitals no es complementen. La relació entre l'aïllament reproductiu de les espècies i la forma dels seus òrgans genitals va ser assenyalada per primera vegada el 1844 per l'entomòleg francès Léon Dufour. Les rígides armadures dels insectes funcionarien de forma anàloga a una clau i el seu pany, perquè només permeten l'encreuament d'individus amb estructures estrictament complementàries, és a dir, de mascles i femelles de la mateixa espècie (es diuen coespecífics).
L'evolució hauria conduït al desenvolupament d'òrgans genitals de característiques cada vegada més divergents i complexos, amb la funció de proporcionar un aïllament mecànic entre les espècies. Certes característiques dels òrgans genitals els haurien convertit, sovint, en mecanismes d'aïllament. No obstant això, nombrosos estudis mostren que òrgans anatòmicament molt diferents poden resultar funcionalment compatibles, la qual cosa fa pensar que altres factors també determinen la forma que van prendre aquestes complicades estructures.
Una gran quantitat d'espècies d'angiospermes necessiten un pol·linitzador perquè es dugui a terme la transferència dels grans de pol·len d'una planta als carpels d'un altre individu i, per tant, perquè es produeixi la fecundació i la formació de les llavors. De fet, els grans de pol·len d'aquestes espècies no es poden dispersar d'una flor a una altra per si sols, o per acció del vent, de manera que els pol·linitzadors són imprescindibles per assegurar la seva reproducció sexual. Els pol·linitzadors són molt variats i, segons quina sigui l'espècie en qüestió, poden ser mosques, mosquits, abelles, vespes, papallones, coleòpters i aus (especialment colibrís).
La zoofília que caracteritza moltes angiospermes pressuposa que els animals pol·linitzadors visiten les flors de manera regular i es detenen en elles el temps suficient, que les anteres i l'estigma siguin fregats o tocats amb certa freqüència i que el primer quedi adherit als visitants de manera tan perfecte que pugui arribar amb la deguda seguretat als estigmes d'altres flors. El resultat de la zoofília depèn essencialment que els animals puguin reconèixer les flors des d'una certa distància i que es vegin compel·lits a visitar durant un cert temps les flors de la mateixa espècie. Les flors zoófiles, llavors, han de posseir productes atractius (esquers, com el pol·len i el nèctar), mitjans de reclam (com ara olors i colors) i, a més, pol·len viscós o adherent. En el curs de l'evolució de les angiospermes s'ha produït una diferenciació molt intensa dels mitjans d'atracció i reclam, així com de la forma de la flor; gràcies a això un nombre cada vegada més gran d'animals han pogut col·laborar en la pol·linització. De la visita casual de les flors per animals variats s'ha passat de manera progressiva, en el transcurs de l'evolució, a l'establiment d'estretes relacions entre els «animals antòfils» i les «flors zoòfiles», amb evidents avantatges per a ambdós grups. Per a les plantes va implicar una precisió creixent en l'atracció de només determinats visitants i una transferència del pol·len als estigmes d'altres plantes cada vegada més segura, el qual va resultar en un estalvi progressiu en la producció de pol·len. De fet, la relació entre el nombre de grans de pol·len i el nombre d'òvuls produïts per una flor és de l'ordre d'un milió per a les plantes anemòfiles, mentre que en les orquídies -plantes entomòfiles per excel·lència- és d'un. Per als animals pol·linitzadors especialitzats, la competència amb altres animals antòfils resultar disminuïda i la pol·linització orientada o especialitzada en una sola espècie va passar a ser, en última instància, avantatjosa per a ells.
El desenvolupament evolutiu de les angiospermes zoòfiles i dels grups d'animals que s'han anat adaptant a elles només es pot comprendre com una coevolució condicionada per relacions recíproques. L'adaptació entre si d'aquest tipus de plantes i els seus pol·linitzadors ha arribat a vegades tan lluny que no poden existir l'un sense l'altre. L'aïllament mecànic com a barrera a la hibridació ocorre també en plantes i està precisament relacionat amb l'adaptació i la coevolució de cada espècie a l'atracció d'un determinat tipus de pol·linitzador (en el cas que la pol·linització sigui zoofílica) a través d'un conjunt de caràcters morfofisiològiques i bioquímiques de les flors (anomenats síndrome floral), de manera tal, que el trasllat del pol·len cap altres espècies no passa.

## Mecanismes d'aïllament posteriors a l'aparellament o postzigòtics
Entre els mecanismes que actuen després de l'aparellament per evitar l'èxit d'un encreuament interpoblacional, es troben:

### Impediment de la fertilització
En els esculls marins el fresa sincrònic de moltes espècies permetria un fenomen d'hibridació interespecífic, ja que totes les gàmetes de centenars d'individus de desenes d'espècies són alliberades a l'aigua al mateix temps. Aproximadament una tercera part de tots els encreuaments possibles entre espècies són compatibles, en el sentit que les gàmetes es fusionen i donen origen a individus híbrids. Aquesta hibridació aparentment té un paper fonamental en l'evolució de les espècies coral·lines. No obstant això, els possibles encreuaments restants són incompatibles. En els eriçons de mar del gènere Strongylocentrotus s'ha observat que la concentració d'espermatozoides que permet el 100% de la fecundació dels òvuls de la mateixa espècie, només aconsegueix fecundar un màxim de l'1,5% dels òvuls d'una altra espècie. Aquesta impossibilitat de donar descendència híbrida, tot i que els gàmetes es troben al mateix temps en el mateix lloc, es deu a un fenomen conegut com a incompatibilitat gamètica la qual és molt freqüent entre els invertebrats marins, les causes fisiològiques no es comprenen plenament.
En alguns encreuaments de la Drosophila s'ha observat que a la vagina de la femella es produeix una reacció després de la inseminació que dona lloc a la tumefacció d'aquest òrgan i evita -per tant- la fecundació de l'òvul per esperma d'una altra espècie.
En les plantes, els grans de pol·len d'una espècie poden germinar en l'estigma i créixer en l'estil d'una altra espècie. No obstant això, el creixement dels tubs pol·línics pot ser detingut en algun punt entre l'estigma i els òvuls, de manera que la fecundació no es porta a terme. Aquest mecanisme d'aïllament reproductiu és molt freqüent entre les angiospermes i rep el nom d'incompatibilitat creuada o incongruencia. Hi ha una relació entre l'autoincompatibilitat i el fenomen d'incompatibilitat creuada. Així, en general, els encreuaments entre individus d'una espècie autocompatibles (AC) amb individus d'una espècie autoincompatible (AI) donen descendència híbrida. Per contra, l'encreuament recíproc (és a dir, AI x AC) no produeix descendència, ja que els tubs pol·línics no aconsegueixen arribar fins als òvuls. Aquest fenomen es coneix com a incompatibilitat unilateral, el qual passa, a més, quan es creuen dues espècies AC o dues espècies AI entre si.

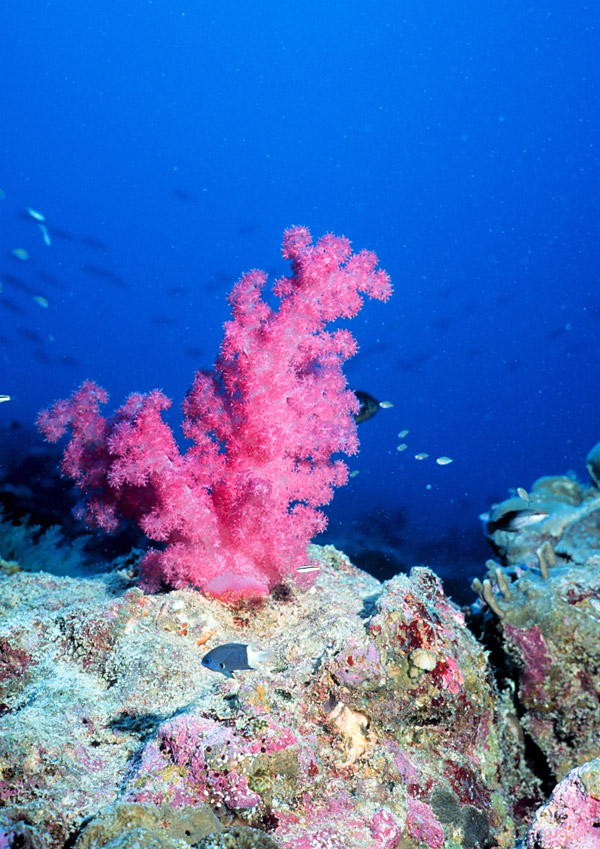
En els esculls de corall, la incompatibilitat gamètica impedeix la formació de nombrosos híbrids interespecífics.

### Mortalitat dels zigots i inviabilitat dels híbrids
L'òvul és fecundat, però el zigot no es desenvolupa o bé es desenvolupa i origina un individu amb menor viabilitat. Tant en plantes com en animals s'ha observat nombrosos exemples d'aquest tipus d'incompatibilitat. Així, quan es realitzen encreuaments entre espècies del gènere Anur, s'observen resultats molt dispars segons les espècies involucrades. En alguns encreuaments no s'observa segmentació del zigot (és a dir, la inviabilitat de l'híbrid és extrema i es produeix des de la primera mitosi), en altres, es produeix amb normalitat la segmentació així com els estadis de blàstula, però falla la gastrulació. Finalment, en altres encreuaments, els estadis inicials són normals però ocorren fallades en les fases finals del desenvolupament embrionari. Això indica que aquestes espècies s'han diferenciat per als gens o complexos gènics que governen el desenvolupament embrionari i, aquestes diferències determinen la inviabilitat dels seus híbrids. En els mosquits del gènere Culex es van obtenir resultats molt semblants, però les diferències es produïen entre els encreuaments recíprocs, per la qual cosa es va concloure que les mateixes són l'efecte de la interacció entre els gens del nucli de les cèl·lules (heretat d'ambdós pares) i els gens dels orgànuls citoplasmàtics (heretats només des del progenitor femení a través del citoplasma de l'òvul).
En les angiospermes, el desenvolupament reeixit de l'embrió depèn del funcionament normal de l'endosperma de la qual està associada. El col·lapse del desenvolupament de l'endosperma i el subseqüent avortament embrionari ha sigut observat en molts encreuaments interploides (és a dir, els que es verifiquen entre poblacions amb diferent nivell de ploidía), intra o interespecífics, i en certs encreuaments entre espècies amb el mateix nivell de ploïdia. De fet, el col·lapse de l'endosperma, i el subseqüent avortament de l'embrió híbrid, és el mecanisme d'aïllament reproductiu postfertilizació més freqüent entre les angiospermes.

### Esterilitat dels híbrids

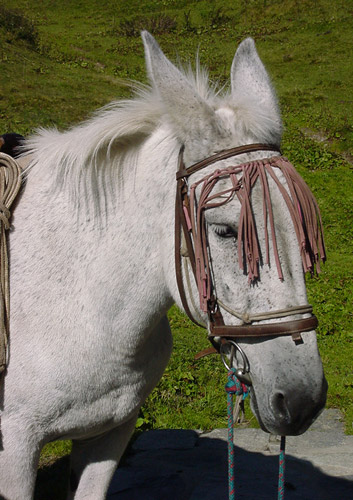
Les mules són híbrids interespecífics estèrils.

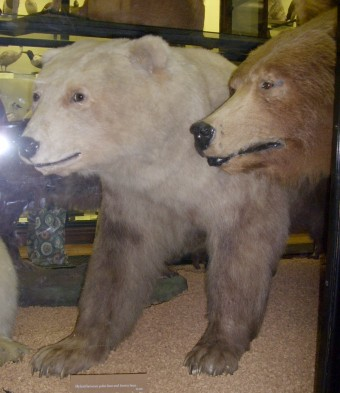
Un híbrid entre un os polar i un os bru, Rothschild Museum, Tring.

L'híbrid presenta una viabilitat normal però és deficient pel que fa a la reproducció, és estèril. Això queda ben demostrat en el cas de la mula i en el de molts altres híbrids molt coneguts. L'esterilitat pot ser deguda a la interacció entre els gens de les dues espècies involucrades, a desequilibris cromosòmics a causa del diferent nombre cromosòmic de les espècies parentals, o bé a interaccions nucli-citoplasmàtiques com el cas del Culex descrit prèviament.
Els Muls somerins i mules són els híbrids resultants de l'encreuament entre un cavall i una somera o entre una euga i un ruc, respectivament. Aquests animals gairebé sempre són estèrils a causa de les diferències en el nombre de cromosomes entre les espècies parentals. Tant els cavalls com els rucs pertanyen al gènere Equus, però Equus caballus té 64 cromosomes mentre que Equus asinus té només 62. Això fa que en combinar-individus d'ambdues espècies s'originin cries amb 63 cromosomes, és a dir, no formen parelles, per la qual cosa els cromosomes d'una mula no es poden dividir en forma equitativa durant la meiosi. L'absència d'una separació equitativa origina gàmetes cromosòmicament desbalancejades (amb major o menor nombre de cromosomes), els quals no són viables, el que determina l'esterilitat de l'individu que els produeix. La mula o el mul són animals creats per l'home, ja que en estat natural les espècies parentals s'ignoren i no s'aparellen. De fet, per obtenir mules o muls somerins cal entrenar els progenitors perquè acceptin copular entre si, o bé aconseguir mitjançant la inseminació artificial.
L'esterilitat de molts dels híbrids interespecífics entre les angiospermes és un fenomen àmpliament reconegut i estudiat. Diverses causes genètiques, genòmiques i la interacció entre els factors nuclears i citoplasmàtics poden determinar l'esterilitat en els híbrids interespecífics en les plantes, com serà descrit en la secció corresponent. No obstant això, cal destacar que -al contrari del que passa entre els animals- la hibridació en les plantes és un estímul per a la creació de noves espècies. Així, encara que l'híbrid sigui estèril, pot mantenir-se en la naturalesa indefinidament mitjançant qualsevol mecanisme de multiplicació asexual, ja sigui per propagació vegetativa o per apomixi (és a dir, reproducció asexual a través de llavors). Més encara, la hibridació interespecífica pot estar associada amb la poliploïdia i, d'aquesta manera, originar noves espècies que es denominen alopoliploïdes (Rosa canina, per exemple, és el resultat de múltiples hibridacions, o el blat que és una alohexaploide que presenta els genomes de tres espècies diferents).

## Mecanismes múltiples
En general, les barreres que separen les espècies no es troben reduïdes a un sol mecanisme. Les espècies bessones de la Drosophila, D. pseudoobscura i D. persimilis, es troben aïllades per l'hàbitat (persimilis generalment viu en regions més fredes ja grans altituds), per diferències en l'esdeveniment del seguici (persimilis generalment és més activa al matí, pseudoobscura a la nit) i pel comportament durant l'aparellament (les femelles d'ambdues espècies prefereixen els mascles de la seva pròpia espècie). D'aquesta manera, encara que les àrees de distribució d'aquestes espècies se superposin en àmplies zones de l'oest dels Estats Units, aquests mecanismes d'aïllament són suficients per mantenir separades ambdues espècies. De fet, només s'han trobat poques femelles fecundades per l'altra espècie entre milers que han sigut analitzades. No obstant això, fins i tot en el cas que es produeixin híbrids entre ambdues espècies, el flux gènic entre ambdues continua estant impedit, ja que els mascles híbrids són completament estèrils. A més, i en contrast amb el gran vigor que exhibeixen aquests mascles estèrils, els descendents de les retrocreuaments de les femelles híbrides amb les seves espècies parentals són febles i notòriament inviables. Aquest últim mecanisme restringeix encara més l'intercanvi genètic entre aquestes dues espècies de mosques en la naturalesa.

## El sexe dels híbrids: la Llei de Haldane
La llei de Haldane estableix que quan un dels dos sexes està absent en els híbrids interespecífics entre dues espècies determinades, el sexe que no s'obté, és rar o estèril, és el sexe heterogamètic. Almenys en mamífers cada vegada hi ha una més gran evidència que indica que això es deu a les altes taxes de mutació dels gens determinants de masculinitat en el cromosoma Y. S'ha suggerit que la regla de Haldane simplement obeeix el fet que el sexe masculí és més sensible que el femení quan els gens determinants del sexe estan inclosos en un genoma híbrid. Però també hi ha organismes en què el sexe heterogamètic és la femella (aus, papallones) i la regla segueix vigent en ells. Després no és un problema relacionat amb el desenvolupament sexual ni amb els cromosomes sexuals. Haldane va proposar que l'estabilitat del desenvolupament de l'individu híbrid necessita un complement gènic complet de cada espècie parental, de manera que l'híbrid del sexe heterogamètic estaria desequilibrat (li falta almenys un cromosoma d'una de les dues espècies parentals).

## Genètica de les barreres d'aïllament reproductiu

### Mecanismes d'aïllament precopulatori
En primer lloc es considerarà la genètica de l'aïllament de tipus etològic. L'aïllament precopulatori apareix quan els gens necessaris per a la reproducció sexual d'una espècie es diferencien dels gens equivalents de l'altra espècie, de manera que posant junts un mascle de l'espècie A amb una femella de l'espècie B no són capaços de copular. La genètica d'aquesta barrera reproductiva intenta identificar els gens que governen diferents conductes sexuals en les dues espècies. Els mascles de la Drosophila melanogaster i D. simulans dirigeixen a les seves respectives femelles un seguici molt elaborat, tot i que una mica diferent, però s'ha vist que les diferències entre espècies són més de tipus quantitatiu que qualitatiu. De fet els mascles simulans són capaços d'hibridar amb femelles melanogaster.
Així, van ser creuades mosques d'una línia de D. melanogaster que hibrida fàcilment amb simulans amb una altra línia que no ho fa, o ho fa escassament. Les femelles de les poblacions segregants obtingudes a partir d'aquest encreuament es van posar al costat de mascles de simulans i es va valorar el percentatge d'hibridació, que és una mesura del grau d'aïllament reproductiu. Es va concloure a partir d'aquest experiment que 3 dels 8 cromosomes del complement haploide de la D. melanogaster fa almenys un gen que afecta a l'aïllament, ja que la substitució d'un cromosoma d'una línia de baix aïllament per una altra d'alt aïllament disminueix la freqüència d'hibridació.
La incompatibilitat creuada o incongruència en plantes també està determinada per gens majors que no estan associats al locus S d'autoincompatibilitat.

### Mecanismes d'aïllament posteriors a la còpula o la fertilització
L'aïllament reproductiu entre espècies apareix, en certs casos, molt de temps després de la fecundació i formació del zigot, com passa -per exemple- amb les espècies bessones Drosophila pavani i D. gaucha. Els híbrids entre ambdues espècies no són estèrils, en el sentit que produeixen gàmetes (òvuls i espermatozoides) viables. No obstant això, no poden produir descendents doncs l'esperma del mascle híbrid no sobreviu en els receptacles seminals de les femelles, ja siguin híbrides o parentals. Aquest tipus d'aïllament postcopulatori apareix en un gran nombre d'espècies com el sistema més eficaç per mantenir l'aïllament reproductiu entre aquestes.
De fet, el desenvolupament d'un zigot fins a un adult és un procés complex i delicat d'interaccions entre gens i medi ambient que s'ha de complir amb exactitud, i en el qual qualsevol alteració del procés normal, causada per l'absència d'un gen necessari o per la presència d'un estrany, pot aturar el desenvolupament normal provocant la inviabilitat de l'híbrid o la seva esterilitat. S'ha de tenir en compte que la meitat dels cromosomes i gens d'un híbrid són d'una espècie i l'altra meitat pertanyen a una altra. Si les dues espècies estan genèticament diferenciades, les possibilitats que els gens de les dues actuïn harmònicament en l'híbrid són escasses. Des d'aquesta perspectiva, serien necessaris pocs gens per originar un aïllament postcopulatori, a diferència del que es va descriure prèviament en considerar l'aïllament precopulatori.
En moltes espècies en les que l'aïllament reproductiu precopulatori no existeix, es produeixen híbrids però els mateixos són d'un sol sexe. Aquest és el cas quan s'hibriden les femelles de Drosophila simulans amb els mascles de Drosophila melanogaster: les femelles híbrides moren molt aviat en el desenvolupament de manera que només s'observen mascles entre els descendents. No obstant això, s'han trobat poblacions de D. simulans amb gens que permeten el desenvolupament de femelles híbrides adultes, és a dir, que "rescaten" la viabilitat de la femella.
S'han localitzat diversos d'aquests gens en el grup d'espècies relacionades amb la D. melanogaster. El primer a ser descobert va ser LHR (de l'anglès Lethal hybrid rescue) localitzat en el cromosoma 2 de D. simulans. Aquest al·lel dominant permet el desenvolupament de femelles híbrides procedents de l'encreuament entre femelles simulans i mascles melanogaster. Un altre gen diferent, també localitzat en el cromosoma 2 de D. simulans, és Shfr (de l'anglès simulans hybrid female rescue) que també permet el desenvolupament de femelles híbrides, sent la seva activitat depenent de la temperatura en la qual ocorre el desenvolupament de l'embrió. Altres gens similars han sigut localitzats en diferents poblacions de les espècies d'aquest grup. En definitiva, només es necessiten pocs gens perquè existeixi un efectiu aïllament postcopulatori mediat per la inviabilitat dels híbrids.
Tan important com identificar un gen d'aïllament, és conèixer el seu funcionament. El gen HMR (de l'anglès Hybrid male rescue), lligat al cromosoma X i implicat en la viabilitat del mascle híbrid entre D. melanogaster i D. simulans, és un gen de la família de protooncogenes mib, que codifica un regulador transcripcional.[b] Dues variants d'aquest gen funcionen bé en cada espècie per separat, però en l'híbrid no funcionen correctament, possiblement a causa de les diferents fonts genètiques pròpies de cada espècie. L'examen de la seqüència dels al·lels en les dues espècies mostra que les substitucions de canvi de sentit són més abundants que les substitucions sinònimes, el qual suggereix que aquest gen ha sigut subjecte a una intensa selecció natural.
El model de Dobzhansky-Müller proposa que les incompatibilitats reproductives entre espècies són causades per la interacció de gens de les respectives espècies. S'ha demostrat recentment que el LHR ha divergit funcionalment en D. simulans i interacciona amb l'HMR el qual, al seu torn, ha divergit funcionalment en D. melanogaster per causar la letalitat dels mascles híbrids. La LHR es localitza en una regió heterocromàtica del genoma i la seva seqüència ha divergit entre aquestes dues espècies d'una manera consistent amb mecanismes de selecció positiva. Una qüestió important i no dilucidada és si els gens que es detecten corresponen a gens antics que van iniciar l'especiació afavorint la inviabilitat híbrida, o són gens moderns apareguts amb posterioritat per mutació, no compartits per les diferents poblacions, i que suprimeixen l'efecte dels primitius gens d'inviabilitat. El gen OdsH (de l'anglès Odysseus) causa esterilitat parcial en l'híbrid entre Drosophila simulans i una espècie molt propera i derivada d'aquesta, D. mauritiana, només trobada a les illes Maurici, i d'origen molt recent. Aquest gen mostra monofilia en ambdues espècies i també ha sigut subjecte a la selecció natural. Es creu que és un gen que va intervenir en les primeres etapes d'especiació, ja que altres gens per als quals difereixen les dues espècies mostren polifilia. Odsh es va originar per duplicació en el genoma de Drosophila i ha evolucionat ràpidament en D. mauritània, mentre que el seu paralogisme,[c] UNC-4 (de l'anglès "uncoordinated-4"), és gairebé idèntic entre les espècies del grup melanogaster. Aparentment, tots aquests gens il·lustren la manera d'origen dels mecanismes d'especiació en la naturalesa, per la qual cosa se'ls denomina col·lectivament gens d'especiació. Són seqüències gèniques amb una funció normal dins de les poblacions d'una espècie però que divergeixen ràpidament en resposta a la selecció positiva perquè existeixin barreres d'aïllament reproductiu amb altres espècies. En general, a més, tots aquests gens tenen funcions en la regulació transcripcional d'altres gens.
Un últim exemple de l'evolució de gens implicats en l'aïllament postcopulatori és el gen Nup96 (de l'anglès nucleoporin 96), que codifica la producció d'una de les aproximadament 30 proteïnes necessàries per formar un porus nuclear, les nucleoporines. A cada espècie del grup simulans de Drosophila, la proteïna d'aquest gen interacciona amb la proteïna d'un altre gen, encara desconegut, del cromosoma X per formar un porus funcional, però en l'híbrid el porus que es forma és defectuós i determina l'esterilitat. Les diferències per les seqüències de Nup96 han sigut subjectes a selecció adaptativa, igual que els altres exemples de gens d'especiació prèviament descrits.
L'aïllament postcopulatori pot també sorgir entre poblacions diferenciades cromosòmicament a causa de translocacions i inversions. Si, per exemple, una translocació recíproca està fixada en una població, l'híbrid produït entre aquesta població i la que no porta la translocació tindrà una meiosi complexa, amb producció de gàmetes desequilibrats amb cromosomes de més o de menys i, per tant, amb una fertilitat reduïda. En certs casos, hi ha translocacions complexes que involucren a més de dos cromosomes, de manera que les meiosi dels híbrids són irregulars i la seva fertilitat nul·la o gairebé nul·la. També les inversions poden originar gàmetes anormals en els individus heterozigots per a aquestes, és a dir, els híbrids, però aquest efecte és poc important comparat amb les traslocacions. Un exemple d'esterilitat en els híbrids degut a alteracions cromosòmiques prové de l'estudi de les espècies Drosophila nasuta i D. albomicans, dues espècies bessones de la regió Indo-Pacífica. No hi ha aïllament sexual entre elles, i els híbrids F1 són fèrtils. Però els F2 tenen poca fertilitat, deixen pocs descendents i amb una proporció de sexes alterada. El motiu és que el cromosoma X d'albomicans està translocat i unit a un autosoma, fet que origina meiosis anormals en els híbrids. Les fusions i fissions cromosòmiques robertsonianes són variacions en el nombre de cromosomes que sorgeixen per fusió de dos cromosomes acrocèntrics (els d'un sol braç) en un sol cromosoma de dos braços -que determina una disminució del nombre haploide-, o per contra, per fissió d'un cromosoma en dos cromosomes acrocèntrics, en aquest cas augmentant el nombre haploide. Si dues poblacions difereixen en el nombre de cromosomes, els híbrids entre ells poden experimentar una certa pèrdua de fertilitat i, per tant, inferior adaptació, en tenir una meiosi irregular.

### Incompatibilitat generada per microorganismes
A més de les causes genètiques que determinen l'existència d'aïllament reproductiu entre espècies, hi ha un altre factor que pot originar aïllament postzigòtic: la presència de microorganismes en el citoplasma de certes espècies. La presència d'aquests organismes en una espècie i la seva absència en una altra produeixen la inviabilitat de l'híbrid corresponent. Per exemple, entre les semiespecies del grup del D. paulistorum, les femelles híbrides són fèrtils però els mascles són estèrils, s'ha comprovat que la presència en el citoplasma d'un micoplasma altera l'espermatogènesi el qual condueix a l'esterilitat. És molt interessant que la incompatibilitat o aïllament pot també sorgir a nivell intraespecífic: es coneixen poblacions de D. simulans que mostren esterilitat híbrida segons la direcció de l'encreuament, trobant que el factor determinant és la presència o absència d'un microorganisme, Wolbachia, havent poblacions tolerants i susceptibles a aquest. Aquesta incompatibilitat interpoblacional pot eliminar-se en laboratori mitjançant l'administració d'un antibiòtic específic contra aquest microrganisme. Es coneixen situacions similars en diversos insectes, ja que al voltant del 15% dels mateixos mostren infeccions per aquest simbiont. Fins i tot se suggereix que algun procés d'especiació ha pogut passar a través de la incompatibilitat generada per aquest bacteri. Dues espècies estretament relacionades de vespes, Nasonia giraulti i N. longicornis, porten dues soques diferents de Wolbachia, la qual determina que en creuar una població infectada per una altra lliure d'infecció es produeix un gairebé total aïllament reproductor entre ambdues espècies. Però si ambdues poblacions estan lliures del bacteri o ambdues són curades amb antibiòtics, no hi ha barreres a la seva fusió. La Wolbachia també indueix incompatibilitat per debilitat dels híbrids en poblacions de Tetranychus urticae, entre les espècies Drosophila recens i D. subquinaria i entre espècies de Diabrotica (escarabats) i Gryllus (grills).

## Selecció per l'aïllament reproductiu
K. F. Koopman informà el 1950 sobre uns experiments destinats a examinar la hipòtesi que la selecció pot augmentar l'aïllament reproductiu entre poblacions. En aquests experiments es van utilitzar les espècies D. pseudoobscura i D. persimilis. Quan les mosques d'aquestes espècies són mantingudes a 16 °C, aproximadament un terç dels aparellaments són interespecífics. L'investigador va prendre el mateix nombre de mascles i de femelles de les dues espècies i els va col·locar en caixes adequades per a la seva supervivència i reproducció. A cada generació s'examinava la progènie per determinar si eren o no híbrids interespecífics i, en el cas de ser-ho, els insectes eren eliminats. De la resta de progènie es va escollir mateix nombre de mascles i de femelles perquè servissin de progenitors de la generació. Com que els híbrids eren destruïts a cada generació, les mosques que s'aparellaven únicament amb membres de la seva mateixa espècie produïen més descendents supervivents que les mosques que s'aparellaven únicament amb individus de l'altra espècie. A la taula de la dreta es pot observar que en cada generació de selecció el nombre d'híbrids va baixar en forma contínua fins a la desena generació, moment en què ja gairebé no es produïen híbrids interespecífics. És evident que la selecció contra els híbrids va ser molt efectiva per augmentar l'aïllament reproductiu entre aquestes espècies. A partir de la tercera generació, les proporcions d'híbrids eren inferiors al 5%. Es va confirmar, d'aquesta manera, que la selecció actua reforçant l'aïllament reproductiu de les poblacions genèticament divergents si els híbrids formats per aquestes espècies estaven menys adaptats que els tipus paterns.
Aquest descobriment van permetre realitzar certes suposicions sobre l'origen dels mecanismes d'aïllament reproductiu en la naturalesa. Així, si la selecció reforça el grau d'aïllament reproductiu existent entre dues espècies a causa de l'escàs valor adaptatiu dels híbrids, és esperable que les poblacions de dues espècies que es distribueixen en la mateixa àrea mostrin més aïllament que aquelles poblacions que es troben separades geogràficament. Aquest mecanisme de "reforç" de les barreres a la hibridació en poblacions simpàtriques s'anomena efecte Wallace, pel fet que va ser originalment proposat per Alfred Russel Wallace a finals del segle xix, i s'ha demostrat experimentalment tant en plantes com en animals.
Així, per exemple, l'aïllament sexual entre Drosophila miranda i D. pseudoobscura és més o menys intens segons l'origen geogràfic de les mosques estudiades. Les mosques provinents de regions on la distribució d'ambdues espècies se superposa mostren més aïllament sexual que l'existent entre les poblacions originades de regions distants.

Els mecanismes d'aïllament reproductiu poden ser una conseqüència de l'especiació al·lopàtrica. Una població de Drosophila va ser dividida en dues subpoblacions que van ser seleccionades per adaptar-se a diferents tipus d'aliments. Després de diverses generacions es van barrejar novament les dues subpoblacions i es va observar que els aparellaments es produïen entre individus pertanyents al mateix grup adaptatiu.

D'altra banda, també poden sorgir barreres a la hibridació interespecífica a conseqüència de la divergència adaptativa que acompanya l'especiació al·lopàtrica. Aquest mecanisme ha sigut demostrat experimentalment mitjançant un experiment realitzat per Diane Dodd amb D. pseudoobscura. Una mateixa població d'aquestes mosques va ser dividida i cada subpoblació va ser alimentada amb dos tipus diferents de menjar, una basada en midó i l'altra en maltosa, la qual cosa va determinar que cada subpoblació s'anés adaptant a cada tipus d'aliment en el transcurs de les generacions. Després de diverses generacions en les que les mosques es van seleccionar adaptativament per a cada tipus d'aliment, els dos grups van ser barrejats novament. Es va observar que els membres de cada grup s'aparellaven només amb els individus del mateix grup adaptatiu, la qual cosa indica que els mecanismes d'aïllament reproductiu poden originar, encara que no se seleccionin en contra als híbrids interespecífics.